# Euphorbia apatzingana
Euphorbia apatzingana är en törelväxtart som beskrevs av Mcvaugh. Euphorbia apatzingana ingår i släktet törlar, och familjen törelväxter. Inga underarter finns listade i Catalogue of Life.